# Южные Афины
Южные Афины (греч. Περιφερειακή Ενότητα Νοτίου Τομέα Αθηνών) — одна из периферийных единиц Греции. Является региональным органом местного самоуправления и частью административного деления. По программе «Калликратис» с 2011 года входит в периферию Аттику. Включает в себя часть бывшей номархии Афины и южную часть городской агломерации Афин. Граничит с периферийными единицами Центральные Афины, Западная Аттика и Восточная Аттика.
Административный центр — город Глифада.
Население Южных Афин — 529 826 жителей по переписи 2011 года, площадь — 68,87 квадратного километра, плотность — 7692,46 человека на квадратный километр.
Возглавляет Южные Афины антиперифериарх Христос Капатаис (Χρήστος Καπάταης).

## Административно-территориальное деление
Периферийная единица Южные Афины делится на 8 общин:
| Община               | Население (2011), человек | Площадь, км² | Плотность, чел./км² |
| -------------------- | ------------------------- | ------------ | ------------------- |
| Айос-Димитриос       | 71 294                    | 4,949        | 14 405,74           |
| Алимос               | 41 720                    | 5,909        | 7060,42             |
| Глифада              | 87 305                    | 25,366       | 3441,81             |
| Калитея              | 100 641                   | 4,749        | 21 192,04           |
| Мосхатон-Таврос      | 40 413                    | 4,450        | 9081,57             |
| Неа-Смирни           | 73 076                    | 3,524        | 20 736,66           |
| Палеон-Фалирон       | 64 021                    | 4,574        | 13 996,72           |
| Элиникон-Арьируполис | 51 356                    | 15,355       | 3344,58             |